# Bistum Nanterre
Das in der Île-de-France gelegene Bistum Nanterre (lateinisch Dioecesis Nemptodurensis, französisch Diocèse de Nanterre) wurde am 9. Oktober 1966 als Bistum in Nanterre begründet und untersteht als Suffraganbistum dem Erzbistum Paris.
Das 175 Quadratkilometer große Bistum umfasst das Département Hauts-de-Seine und wurde aus Gebieten des Erzbistums Paris und des Bistums Versailles zusammengefügt.

## Bischöfe von Nanterre
- 1966–1982: Jacques Delarue
- 1983–2002: François Favreau
- 2002–2013: Gérard Daucourt
- 2014–2017: Michel Aupetit, dann Erzbischof von Paris
- seit 2018: Matthieu Rougé

## Weblinks

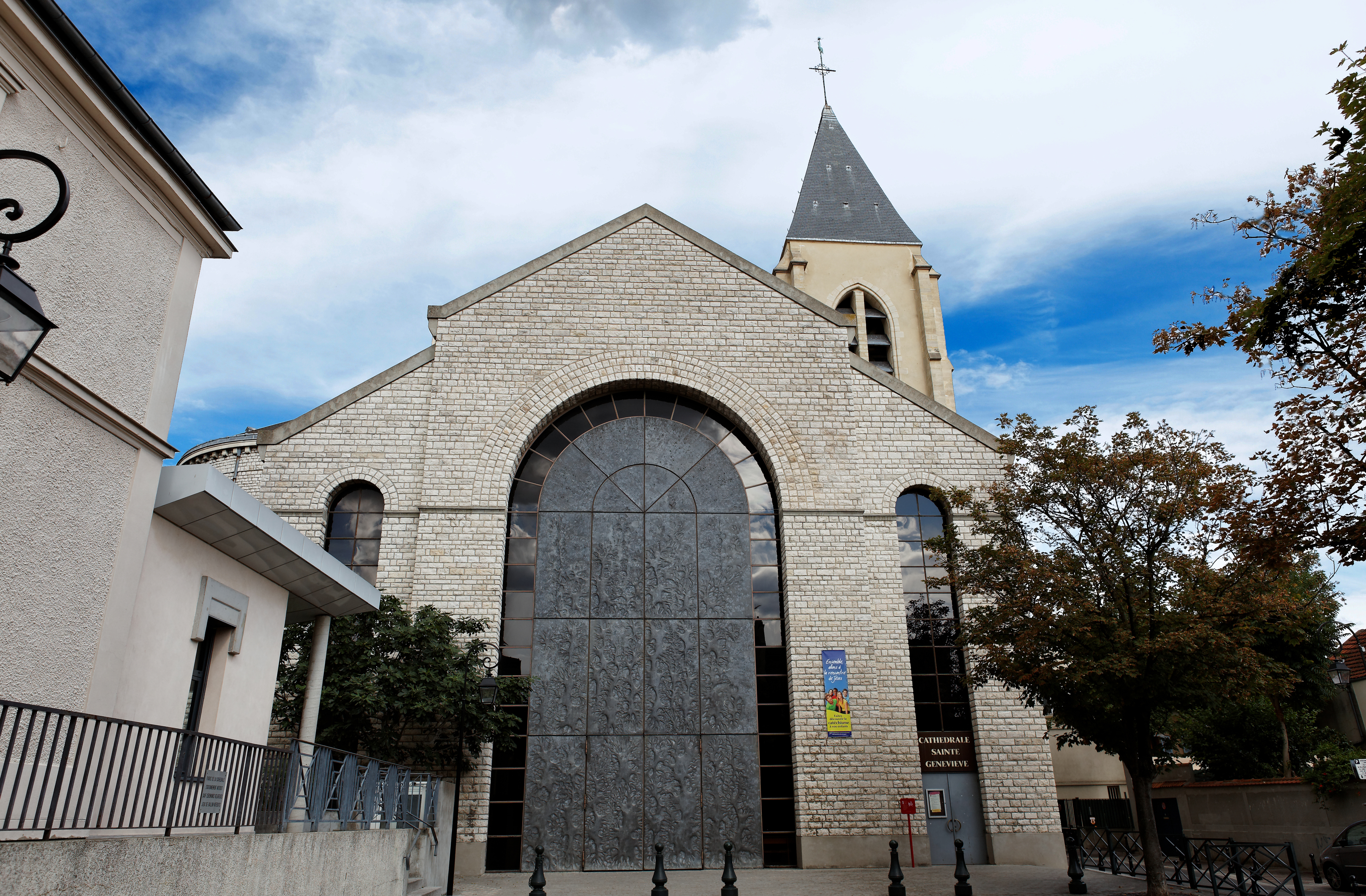
Kathedrale Sainte-Geneviève et Saint-Maurice in Nanterre